# De re militari

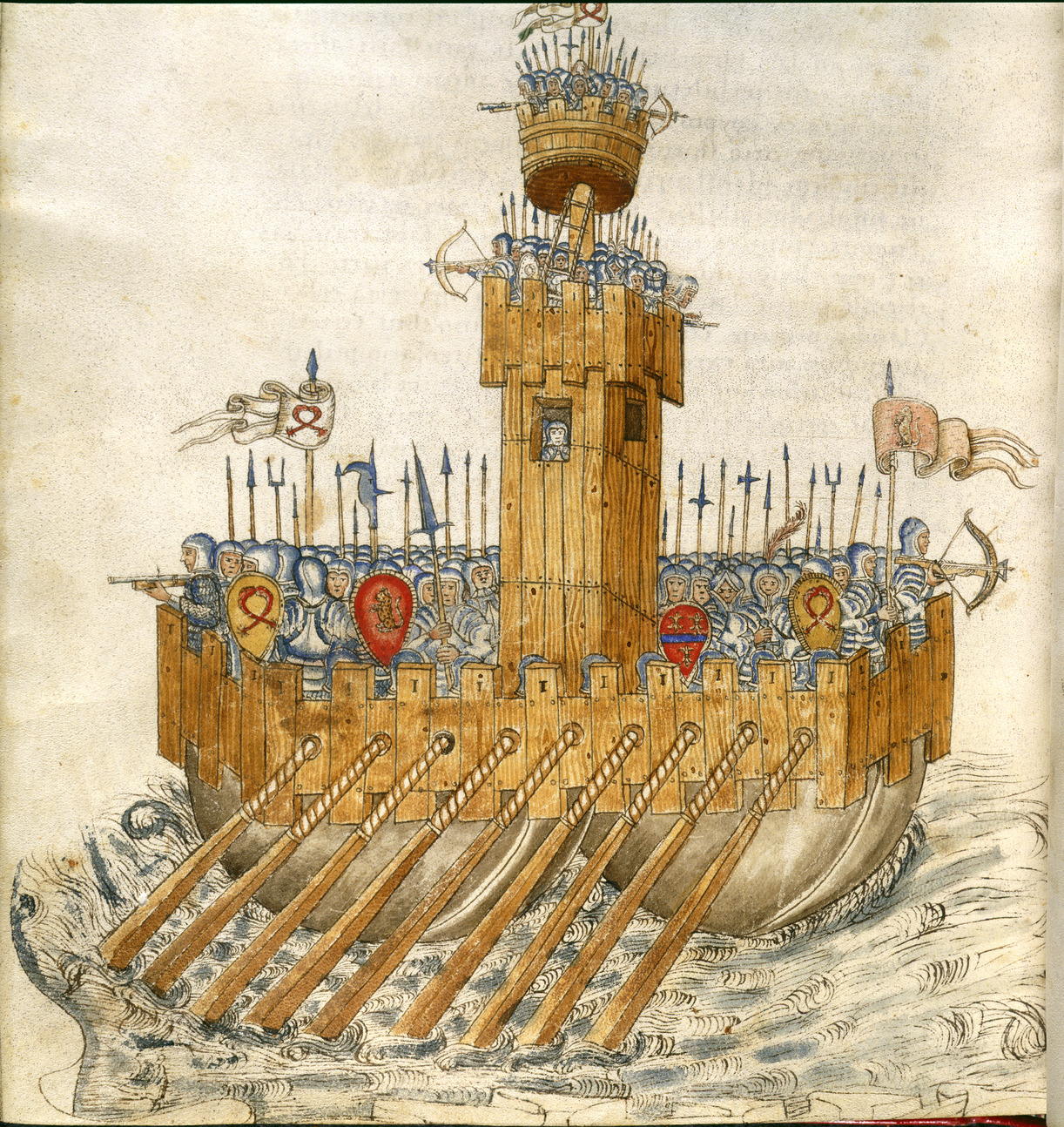
Schip met gewapende soldaten - De re militari (15e eeuw), f.231v - BL Add MS 24945

De re militari (Over militaire aangelegenheden), ook Epitoma rei militaris (Compendium van de krijgskunde), is een boek van de laat-Latijnse schrijver Publius Flavius Vegetius Renatus over Romeinse oorlogvoering en militaire principes. Het boek is geschreven om methoden en praktijken te demonstreren die in gebruik waren toen het Romeinse Rijk op het hoogtepunt van zijn macht was. De tekst dateert uit de tweede helft van de 4e eeuw. 
Het werk is opgedragen aan de keizer, waarschijnlijk Theodosius I (379-395). Het bestaat voor een groot deel uit herschrijvingen van auteurs als Cato de Censor, Aulus Cornelius Celsus en Frontinus. In vier boeken behandelt Vegetius achtereenvolgens het rekruteren en opleiden van manschappen, de organisatie van het leger, de oorlogvoering te land, en het belegeren van steden en de oorlogvoering op zee.
Vegetius legde de nadruk op het opleiden van gedisciplineerde soldaten, geordende strategieën, onderhoud van aanvoerroutes en logistiek, leiderschapskwaliteiten en tactieken tot aan bedrog om te zorgen voor voorsprong op de tegenstander. Hij was bezorgd over de selectie van goede soldaten en beval een harde training aan van ten minste vier maanden voordat een soldaat werd toegelaten. De legeraanvoerder (dux) moest zorgen voor de mannen onder zijn commando en zichzelf op de hoogte houden van de bewegingen van de vijand om voordeel te behalen in de strijd. 
De re militari werd een militair handboek in de Middeleeuwen. Zelfs na de introductie van het buskruit in Europa werd het gebruikt door hogere officieren en hun onderbevelhebbers als een veldgids. Vrienden en ondergeschikten gaven met enige regelmaat mooie exemplaren van dit boek als geschenk aan hun leiders. In de 18e en 19e werd het gebruikt als bron voor de militaire strategie voor de grotere landen van Europa. In die zin is De re militari een weerspiegeling van de Romeinse beschaving in de moderne tijd en een voortzetting van haar invloed op culturele afstammelingen van die beschaving.   

## Nederlandse vertaling
- Vegetius, Het Romeinse leger. Handboek voor de generaal, vert. Fik Meijer, 2002. ISBN 9789025358808